# Renato Bartolozzi
Renato Bartolozzi (La Spezia, 3 ottobre 1902 – ...) è stato un calciatore italiano, di ruolo portiere.

## Carriera
Cresciuto nello Spezia, esordisce nella Prima Divisione 1922-1923 e veste la maglia spezzina fino al 1928.
La stagione seguente difende i pali del Prato nel campionato di Divisione Nazionale 1928-1929, disputando 22 partite e subendo 35 reti.
Nel 1930 passa al Macerata.